# بيل فارمر
بيل فارمر (بالإنجليزية: Bill Farmer) هو ممثل أمريكي، ولد في 14 نوفمبر 1952 في الولايات المتحدة. من الجوائز التي نالها دزني ليجندز (اساطير دزني) سنة 2009.

## أعمال

### أفلام
- (1991) الجميلة والوحش
- (1995) مغامرات بندق[5][6][7]
- (1996) سبيس جام[8]
- (1997) هرقل
- (1999) سبيدواي جانكي
- (2003) أخي الدب[9][10][11]
- (2004)  الفرسان الثلاثة[12][13]
- (2005) ابن القناع[14]
- (2005) الدجاجة الآلية
- (2008) هورتن يسمع هووو![15]
- (2015) المينيون[16][17]

### مسلسلات
- الدجاجة الآلية
- بندق والأصدقاء

## جوائز
- دزني ليجندز (اساطير دزني) (2009)

## وصلات خارجية
- بيل فارمر على موقع IMDb (الإنجليزية)
- بيل فارمر على موقع ميتاكريتيك (الإنجليزية)
- بيل فارمر على موقع روتن توميتوز (الإنجليزية)
- بيل فارمر على موقع قاعدة بيانات الأفلام العربية
- بيل فارمر على موقع ألو سيني (الفرنسية)
- بيل فارمر على موقع ميوزك برينز (الإنجليزية)
- بيل فارمر على موقع أول موفي (الإنجليزية)
- بيل فارمر على موقع قاعدة بيانات الأفلام السويدية (السويدية)
- بيل فارمر على موقع ديسكوغز (الإنجليزية)
- بيل فارمر على موقع قاعدة بيانات الفيلم (الإنجليزية)